# Савченко, Андрей Вячеславович
Андрей Вячеславович Савченко — российский композитор, продюсер, режиссёр, дважды лауреат премии «Песня года».

## Творческая биография
Написал более 60 песен для звезд эстрады, среди которых Алла Пугачёва, Лариса Долина, Лев Лещенко, Александр Малинин, Михаил Шуфутинский, группы «Дюна» и «Лесоповал», Татьяна Овсиенко, Алёна Апина.
Дважды становился лауреатом премии «Песня года» с песнями «Давай оставим все как есть» (исп. Татьяна Овсиенко) и «Поздняя женщина» (исп. Лев Лещенко).
Активно гастролирует по стране, выступая как автор и исполнитель популярных песен в концертных залах и на частных мероприятиях.
Сотрудничал с такими поэтами, как Лариса Рубальская, Михаил Танич, Симон Осиашвили, Римма Казакова.
Сотрудничал с такими продюсерами, как Бари Алибасов, Юрий Айзеншпис, Игорь Матвиенко, Филипп Киркоров.

## Избранные песни
- «А здеся, в лагере» — (А.Савченко — М.Танич)(музыка — стихи); Исп. — Гр. Лесоповал
- «Бессовестный» — (А.Савченко — А.Алов); Исп. — Т.Овсиенко
- «В жёлтой стране» — (А.Савченко — В.Бездольный); Исп. — В.Сташевский
- «Ветка сирени» — (А.Савченко — В.Баранов); Исп. — А.Апина
- «Все позабудется» — (А.Савченко — Р.Казакова); Исп. — Гр. На-На
- «Гитара пой, душа лети» — (А.Савченко — В.Баранов); Исп. — Гр. На-На
- «Давай оставим все как есть» — (А.Савченко — А.Алов); Исп. — Т.Овсиенко
- «Два поцелуя» — (А.Савченко — В.Баранов); Исп. — Гр. Дюна
- «Двое» — (А.Савченко — М.Танич); Исп. — Л.Долина
- «День вчерашний» — (А.Савченко — В.Баранов); Исп. — А.Апина
- «Доченька» — (А.Савченко — Л.Рубальская); Исп. — А.Пугачева
- «Дочь городничего» — (А.Савченко — Л.Рубальская); Исп. — А.Апина
- «Еду к миленькой» — (А.Савченко — В.Баранов); Исп. — Гр. На-На
- «Женские мечты» — (А.Савченко — К.Крастошевский); Исп. — Л.Лещенко
- «Зажгите свечи» — (А.Савченко — В.Баранов); Исп. — А.Малинин
- «Калужская дорога» — (А.Савченко — В.Бездольный); Исп. — Г.Грач
- «Когда уйду я» — (А.Савченко — В.Баранов); Исп. — А.Малинин
- «Королева-зима» — (А.Савченко — В.Баранов); Исп. — А.Малинин
- «Куколка» — (А.Савченко — В.Баранов); Исп. — Л.Лещенко
- «Любовью сердца не остудишь» — (А.Савченко — В.Баранов); Исп. — Л.Лещенко
- «Маленькая женщина» — (А.Савченко — О.Гегельский); Исп. — Ф.Царикати
- «Мамочка моя» — (А.Савченко — В.Баранов); Исп. — А.Апина
- «Мне так легко, так хорошо» — (А.Савченко — Б.Дубровин); Исп. — В.Сташевский
- «Не верь мне милая» — (А.Савченко — В.Баранов); Исп. — В.Сташевский
- «Не грусти человек» — (А.Савченко — Е.Алов); Исп. — А.Вески
- «Не печальтесь обо мне» — (А.Савченко — В.Бездольный); Исп. — М.Шуфутинский
- «Не повезло» — (А.Савченко — В.Баранов); Исп. — А.Апина
- «Не суди» — (А.Савченко — В.Баранов); Исп. — Т.Овсиенко
- «Парнишка с гитарой» — (А.Савченко — А.Алов); Исп. — А.Апина
- «По одному тебе» — (А.Савченко — В.Баранов); Исп. — Т.Овсиенко
- «Подкова на счастье» — (А.Савченко — Б.Шифрин); Исп. — Гр. На-На
- «Подойди поспеши» — (А.Савченко — В.Баранов); Исп. — Гр. Дюна
- «Поздняя женщина» — (А.Савченко — Р.Казакова); Исп. — Л.Лещенко
- «Пропащая душа» — (А.Савченко — В.Баранов); Исп. — А.Апина
- «Свадебное платье» — (А.Савченко — Б.Дубровин); Исп. — В.Сташевский
- «Случайная встреча» — (А.Савченко — В.Баранов); Исп. — Л.Лещенко
- «Снежная волна» — (А.Савченко — Б.Шифрин); Исп. — Е.Шаврина
- «Стежка за стежкой» — (А.Савченко — В.Баранов); Исп. — Гр. Комбинация
- «Стрела» — (А.Савченко — Г.Белкин); Исп. — В.Сташевский
- «Так или иначе» — (А.Савченко — В.Баранов); Исп. — А.Апина
- «Такое, девчонки бывает» — (А.Савченко — В.Баранов); Исп. — Т.Овсиенко
- «Тонечка» — (А.Савченко — В.Бездольный); Исп. — Л.Лещенко
- «Устала» — (А.Савченко — О.Чернышева); Исп. — А.Апина
- «Учитель» — (А.Савченко — И.Кахановский); Исп. — К.Лель и Л.Лещенко
- «Храм» — (А.Савченко — В.Баранов); Исп. — А.Малинин
- «Целую твои глаза» — (А.Савченко — С.Осиашвили); Исп. — В.Сташевский
- «Что с тобой» — (А.Савченко — В.Баранов); Исп. — Т.Овсиенко
- «Шэйк Эммануил» — (А.Савченко — Г.Белкин); Исп. — Гр. Дюна
- «Я дома» — (А.Савченко — Г.Белкин); Исп. Л.Лещенко